# Premis Gaudí de 2009
La primera edició dels Premis Gaudí es va celebrar als Estudis de TV3 de Sant Joan Despí el 19 de gener de 2009. Els premis foren lliurats en una gala retransmesa per TV3 i presentada per Clara Segura. Les nominacions a les diferents categories es van fer públiques el 23 de desembre de 2008.

## Palmarès

### Gaudí d'Honor
- Jaime Camino Vega de la Iglesia

### Millor pel·lícula en llengua catalana
- El cant dels ocells (Albert Serra i Juanola)[4]
- Forasters (Ventura Pons)
- Myway (Josep Antoni Salgot i Vila)
- Road Spain (Jordi Vidal)

### Millor pel·lícula en llengua no catalana
- Vicky Cristina Barcelona (Woody Allen)
- Benvingut a Farewell-Gutmann (Xavi Puebla)
- No em demanis que et faci un petó perquè te'l faré (Albert Espinosa)
- Transsiberià (Brad Anderson)

### Millor director
- Albert Serra i Juanola (El cant dels ocells)
- Sílvia Munt (Pretextos)
- Ventura Pons (Forasters)
- Xavi Puebla (Benvingut a Farewell-Gutmann)

### Millor documental
- Bucarest, la memòria perduda (Albert Solé Bruset)
- Cinemacat.cat (Antoni Verdaguer)
- La zona de Tarkovsky (Salomón Shang Ruiz)
- Nedar (Carla Subirana)

### Millor pel·lícula d'animació
- Rovelló, un Nadal sense Noel (Antoni D'Ocon)
- Donkey Xote (José Pozo)

### Millor pel·lícula per televisió
- El pallasso i el Führer (Eduard Cortés)
- Després de la pluja (Agustí Villaronga)
- Positius (Judith Colell)
- Serrallonga (Esteve Rovira)

### Millor pel·lícula europea
- Camino (Javier Fesser)
- La duquessa de Langeais (Jacques Rivette)
- Happy: un conte sobre la felicitat (Mike Leigh)
- Retorn a Brideshead (Julian Jarrold)

### Millor guió
- Xavi Puebla i Jesús Gil Vilda (Benvingut a Farewell-Gutmann)
- Ventura Pons i Sergi Belbel (Forasters)
- Ángeles Diemant-Hartz, Josep Antoni Salgot i Vila i Luis Vega (Myway)
- Albert Espinosa (No em demanis que et faci un petó perquè te'l faré)

### Millor actriu principal
- Anna Lizaran (Forasters)
- Ana Fernández (Benvingut a Farewell-Gutmann)
- Belén Fabra (Diari d'una nimfòmana)
- Sílvia Munt (Pretextos)

### Millor actor principal
- Jordi Dauder (Azaña)
- Lluís Soler (Benvingut a Farewell-Gutmann)
- Joan Pera (Forasters)
- Javier Bardem (Vicky Cristina Barcelona)

### Millor actriu secundària
- Penélope Cruz (Vicky Cristina Barcelona)
- Llum Barrera (Diari d'una nimfòmana)
- Judith Uriach (Reencarnación)
- Rebeca Comerma (No em demanis que et faci un petó perquè te'l faré)

### Millor actor secundari
- Pep Anton Muñoz (Benvingut a Farewell-Gutmann)
- Fermí Reixach (El Greco)
- Dafnis Balduz (Forasters)
- Toni Corvillo (Reencarnación)

### Millor fotografia
- Neus Ollé i Jimmy Gimferrer (El cant dels ocells)
- Ángel Luis Fernández (Benvingut a Farewell-Gutmann)
- Xavi Giménez (Transsiberià)
- Javier Aguirresarobe (Vicky Cristina Barcelona)

### Millor música original
- Giulia y Los Tellarini (Vicky Cristina Barcelona)
- Mikel Salas (Benvingut a Farewell-Gutmann)
- Carles Cases (Forasters)
- Joan Miquel Oliver (Myway)

### Millor muntatge
- Jaume Martí i Farrés (Transsiberià)
- Jordi Suárez (Benvingut a Farewell-Gutmann)
- Luis de la Madrid (Diari d'una nimfòmana)
- Pere Abadal (Forasters)

### Millor direcció artística
- Alain Bainée (Transsiberià)
- Leo Casamitjana (Benvingut a Farewell-Gutmann)
- Damianos Zarifis i Oriol Puig (El Greco)
- Bel·lo Torras (Forasters)

### Millors efectes especials
- Josep Maria Aragonès i Gaya i Arturo Balseiro (Eskalofrío)
- Gerard Morron (Aqua, el riu vermell)
- DDT, David Martí i Montse Ribé (Forasters)
- Jordi San Agustín (Transsiberià)

### Millor so directe
- Jaume Meléndez, James Muñoz i José Manovel (Eskalofrío)
- Salva Mayolas i Marc Orts (No em demanis que et faci un petó perquè te'l faré)
- Rupert Ivey, Albert Manera i Marc Orts (Transsiberià)
- Peter Glossop, David Wahnson i Shaun Mills (Vicky Cristina Barcelona)

### Millor curtmetratge
- Turismo (Mercè Sampietro)
- Absent (Guillermo Asensio)
- El Paso (Daniel Torres Santeugini)
- Malacara y el misterio del bastón de roble (Luis Tinoco)